# Lijepom našom
Lijepom našom je zabavno-glazbena emisija Hrvatske radiotelevizije. Serija je javnih koncerata tradicijske kulture, prije svega hrvatskog naroda ali i nacionalnih manjina. Jedna od najdugotrajnijih HRT-ovih emisija.

## Povijest emisije
Prvo pokusno emitiranje bilo je 1995. godine na Dan državnosti. Snimljena je na Jarunu. Ciklus emisija je krenuo 1996. godine i trajao je sve do 2000. godine. Emisija je postala vrlo popularna među gledateljstvom. Postala je događaj, i omiljena jer je važnost dala malim sredinama koje rijetko dobivaju medijsku pozornost. Snimana je po dvoranama hrvatskih gradova i mjesta, uz tisuće gledatelja. Povremeno se emisije snimaju i izvan Republike Hrvatske, ponajviše u Bosni i Hercegovini i drugim susjednim državama gdje su Hrvati stara zajednica, te u državama s hrvatskom dijasporom, u mjestima s većom hrvatskom zajednicom. Promjenom vlasti i detuđmanizacijskim procesima od 2000. snimanje ove vrlo omiljene emisije naprasno je prekinuto. Novi ciklus emisija krenuo je 2008. godine. Emisije se emitiraju subotom i tako je sve do današnjih dana. Snimljeno je preko 400 emisija. Nerijetko se događa da zbog bogata programa emisija snimana na jednoj lokaciji bude emitirana u dva nastavka.
Emisija je prije svega folklorna predstava. U njoj nastupaju poznatih i manje poznati glazbenici zabavna i folklorna usmjerenja, lokalno poznati glazbenici, kulturno-umjetnička društva. Izvode se tradicijske pjesme i plesovi ali i suvremene popularne pjesme. U sporednom dijelu su rekonstrukcije i prikazi narodnih običaja, hrana pojedinih krajeva i sl.
Urednik i voditelj emisije je Branko Uvodić. Redatelj emisija je Mladen Cesarec. Glazbeni urednik je Siniša Leopold.

## Vanjske poveznice
- www.vecernji.hr – Postao sam ikona tradicijske glazbe, a zapravo sam kao mladić bio roker, svirao bas i imao svoj bend u Našicama (o emisiji; intervju Petra Grubišića s Brankom Uvodićem)